# Groningen (provincie)
Groningen uitspraakⓘ (Gronings: Grönnen of Grunnen, Fries: Grinslân) is een provincie in het noorden van Nederland met 596.163 inwoners (eind 2022), waarvan meer dan een derde in de gelijknamige hoofdstad Groningen woont. Naast het Nederlands worden in de provincie ook diverse varianten van het Gronings gesproken, dat weer onderdeel is van de erkende streektaal Nedersaksisch.
De provincie wordt ook wel Stad en Ommelanden genoemd, omdat historisch de stad (van oorsprong Saksisch) en het omringende platteland (van oorsprong grotendeels Fries), een gelijkwaardige positie in het gewest innamen. De drie historische Ommelander kwartieren zijn Hunsingo, Fivelingo en het Westerkwartier. De Ommelanden en het Oldambt waren tot de 15e eeuw grotendeels oorspronkelijk Fries, de stad, Gorecht en Westerwolde Saksisch. Nu worden vrijwel overal in de Ommelanden Nedersaksische dialecten gesproken. In de dorpen De Wilp en Opende in het Westerkwartier wordt deels Fries gesproken.
Groningen is na Drenthe, Friesland en Zeeland de dunst bevolkte provincie van Nederland, met 251 inwoners per km².

## Geografie
Groningen grenst in het noorden aan de Waddenzee, in het noordoosten aan de inhammen Eems en Dollard, in het oosten aan de streek Oost-Friesland in de Duitse deelstaat Nedersaksen, in het zuiden aan de provincie Drenthe en in het westen aan de provincie Friesland. Qua oppervlakte is Groningen een van de kleinere provincies van Nederland. Deze relatief kleine oppervlakte wordt gekenmerkt door een grote verscheidenheid aan landschappen. De grens met Friesland werd definitief vastgesteld in 1724, die met Drenthe tussen 1817 en 1822. Dit nadat eerder lange tijd onduidelijk was waar, oostelijk van de Hunze te midden van veen en hei, zich de grens bevond. In 1577 werd hiertoe een kaarsrechte lijn getrokken, de Semslinie, naar het klooster in Ter Apel. Pas daarna kon het in cultuur gebracht en worden gewonnen (turfvaart). De rijksgrens met Duitsland (Koninkrijk Hannover) is vastgesteld in 1824 (Traktaat van Meppen). Bij Duitsland ging het echter alleen om de landsgrens; de watergrenzen in Eems en Dollard zijn echter nooit bepaald (niet na de Tweede Wereldoorlog toen daar wel gelegenheid toe was, noch bij het Eems-Dollardverdrag van 1960), omdat Nederland en Duitsland het daarover nooit eens zijn geworden (zie #Geschiedenis).
In de jaren zeventig was Groningen wereldberoemd als de graanschuur van West-Europa met diverse monoculturen. Daarnaast is er nogal wat veeteelt. Het kent met ruim 80% nog steeds uitzonderlijk veel landbouwgebieden. Dat heeft echter wel een prijs gehad, want het heeft nu het op één na laagste percentage aan bos in Nederland. Het is nu nauwelijks voor te stellen dat Groningen in het verleden meer oppervlakte aan bos had dan Drenthe (dat in de middeleeuwen uitgestrekte heidevelden had). Vooral echter in de nieuwe tijd (1500-1800) is er veel natuur aan de landbouw verloren gegaan. Nagenoeg verdwenen zijn alle oude Groningse bossen als het Lange-wold (Marum-Grijpskerk), het Vredewold (Zevenhuizen-Oldekerk) en het Threntowold (Kropswolde-Engelbert). In 2020 heeft Drenthe 13,2% oppervlakte aan bos, tegen Groningen slechts 3,1% (bron WUR). Er is alleen nog wat bos van enige omvang te vinden in Lauwersmeer, Noordlaren en Westerwolde. De weidse landschappen, die oorspronkelijk alleen in Noord-Groningen op de kleigronden te vinden waren, werden hierdoor kenmerkend voor de gehele provincie met vaak alleen langs wegen wat linten met bomenrijen. Aan het begin van de 21e eeuw had de provincie voor Natura2000 onvoldoende middelen om landbouwgrond voor nieuwe natuur te verwerven. Staatsbosbeheer heeft toen de beter betaalbare lager gelegen gronden geadviseerd en volledig te gaan voor 'natte natuur'; dit is te zien in 't Roegwold en Blauwestad. De provincie ligt dan ook erg laag, uitgezonderd het hoge land in het noorden en in het zuidoosten. Het hoogste punt van Groningen, de Hasseberg, 14,2 meter + NAP en ligt 2 km ten oosten van Sellingen. 
De belangrijkste waterwegen in de provincie zijn de kanalen het Reitdiep, het Van Starkenborghkanaal, het Eemskanaal, het Stadskanaal en het Winschoterdiep. Groningen kent zeker ook rivieren, maar de meeste zijn in de late middeleeuwen verdwenen. Oorzaak is het vaak buiten hun oevers treden en problematische afwatering, waarna vanaf begin 15e eeuw grootschalige kanalisering volgde. Niet meer herkenbaar is nu het stroomdal van de Drentsche Aa die, vanaf Glimmen via Hoornsedijk en Hoge der Aa, de stad aan de westkant bereikte. De meanderende Hunze die, noordelijk van het Zuidlaardermeer via Waterhuizen, Roodehaan en Euvelgunne, de stad aan de oostkant bereikte is met een doorkruisend Winschoterdiep ook nauwelijks meer herkenbaar in het landschap. Alleen het laatste stuk waarin beide in het Reitdiep samenkwamen bij Wierumerschouw bestaat nog. De enige twee rivieren die nog wel grotendeels bestaan zijn de tegen Friesland aan liggende Oude Lauwers en het meanderriviertje de Westerwoldse Aa die ten zuiden van Wedde Ruiten Aa wordt genoemd.  
Tot de provincie behoren drie kleine, onbewoonde Waddeneilanden: Rottumeroog, Rottumerplaat en Zuiderduintjes. Naar deze Waddeneilanden worden jaarlijks enkele wadlooptochten georganiseerd. Omdat er niemand meer woont, vindt er na een najaarsstorm geen onderhoud meer plaats. Met goedvinden van de provincie is Rijkswaterstaat in 1990 gestopt met zandsuppleties. In de middeleeuwen was er nog het eiland Bosch, na een storm is het in 1570 echter door de zee verzwolgen. Restanten van bewoning zijn in 2008 teruggevonden aan de oostkant van Schiermonnikoog, doordat de Waddeneilanden langzaam verschuiven in oostelijke richting. Hierdoor is Schiermonnikoog alleen deze eeuw al tweemaal een paar kilometer de provincie binnengewandeld. Om eventuele problemen met onderlinge verantwoording bij scheepsstrandingen te voorkomen heeft provincie Groningen de nieuw verworven kilometers strand vrij snel weer verkocht aan de provincie Friesland. Hierdoor is Schiermonnikoog nu weer helemaal 'Fries', hoewel bereikt via de haven van Lauwersoog. Groningen is daarmee de enige Nederlandse kustprovincie zonder een bereikbaar Noordzeestrand. Het Duitse eiland Borkum kan echter eenvoudig vanaf de Eemshaven met een veerdienst worden bereikt.   
De provincie Groningen was vroeger ongeveer 100 km² groter, totdat in de 13e eeuw tijdens een storm ruim dertig dorpen onder water zijn gelopen en zo de Dollard is ontstaan. Het land liep destijds van Termunten, via het Nesserland (de haven van Emden) tot aan Ditzum (D) in het Reiderland, langs de Eems als getijdenrivier. Pogingen het land in de 20e eeuw weer in te polderen liepen spaak op onenigheid met Duitsland waar zich de grens destijds in de late middeleeuwen bevond. Het noordoosten van de provincie grenst aan het Eems-Dollardestuarium. In de streek rondom dit estuarium is in de loop van de geschiedenis veel landwinning geweest. De streek wordt vooral gekenmerkt door herenboeren met prachtige kapitale boerderijen en kleine arbeidershuisjes. Nergens anders in Groningen was het verschil tussen rijk en arm zo groot.   
Onder het westelijke deel van dit gebied, in de voormalige gemeente Slochteren in Duurswold in Fivelingo, ligt een grote aardgasbel. De vermindering van de druk in de ondergrondse aardlagen leidt tot een meetbare daling van het maaiveld en regelmatig tot niet-natuurlijke aardbevingen.
Het zuidoosten, de Groninger Veenkoloniën, was oorspronkelijk een uitgestrekt hoogveengebied met veel heide en veenmeertjes dat vanaf de 17e eeuw ontveend en in cultuur gebracht is. Uit die tijd resteert een uitgebreid stelsel van kanalen voor de turfvaart, dat het gebied een welhaast wiskundig karakter geeft. Daarna werden hier vooral fabrieksaardappelen verbouwd, die de basis zijn van een uitgebreide aardappelzetmeelindustrie.
Oostelijk van de Veenkoloniën en het Oldambt ligt Westerwolde, een streek op zandgrond. De streek wordt gekenmerkt door een glooiend, kleinschalig landschap met veel bebossing en Meanderriviertjes. De streek lijkt meer bij Drenthe te horen dan bij Groningen. 
Ook het zuidelijk Westerkwartier in het westen van de provincie ligt op een lage zandrug. Dit is een uitloper van de Hondsrug. Het heeft qua landschap, een coulisselandschap, veel weg van de Friese Wouden.
Het noorden van het Westerkwartier en Hunsingo kenmerken zich vooral door de wierden. Deze streek behoort tot de oudste cultuurlandschappen van Nederland. Al voor de jaartelling werd begonnen met het winnen van land op de zee, eerst direct rond de wierden, later door het bouwen van steeds nieuwe dijken. Karakteristiek zijn de kerkjes die de wierden domineren en een geheel eigen bouwstijl vertegenwoordigen die eigenlijk alleen in Groningen en Friesland voorkomt, de romanogotiek.
Ten slotte is er de Stad. Oorspronkelijk waren de stad Groningen en plaatsen als Haren en Glimmen Drentse esdorpen, ontstaan op de Hondsrug. Het fort Gronenburg lag aan de Hunze, wat nu Finsehaven is.   
Trivia: het oostelijkste punt van Nederland ligt in de provincie Groningen in het voormalige vestingstadje, tegenwoordig kuuroord: Bad Nieuweschans.

## Geschiedenis
De geschiedenis van de provincie Groningen is voor een groot gedeelte de geschiedenis van het proces waarbij de stad in de loop der jaren steeds meer de macht kreeg over de Ommelanden. Daarvoor ligt echter nog een periode waarin het grootste deel van de provincie "tegenover de Lauwers" heette en één geheel vormde met het naburige Westerlauwers Friesland en Oost-Friesland. Het was een gebied dat het meeste weg had van de huidige Waddenzee. Bij eb viel het droog, bij vloed stond het grotendeels onder water. In dat kwelderlandschap was permanente bewoning alleen mogelijk op wierden.
Overigens wijst de aanwezigheid van een hunebed bij Noordlaren er op dat de bewoningsgeschiedenis ten minste teruggaat tot de steentijd. De vondst van een hunebed bij Delfzijl is een aanwijzing dat die bewoning zich niet alleen beperkte tot het grensgebied met Drenthe. Volgens sommigen is de aanwezigheid van dat hunebed een bewijs voor de theorie dat de hunebedbouwers vanaf zee het land in trokken.
De oudste bekende vermelding van de stad dateert uit 1040 'Grines bo die Groeningen'. Vrij vertaald 'Gronings, uitstekend boven het laag gelegen grasland (groene inge). De stad is, evenals Haren, gevestigd op een hogere zandlaag, een uitloper van de hondsrug. Het was op dat moment in ieder geval nominaal bezit van de bisschop van Utrecht. Aangenomen wordt dat de stad van origine een Drents dorp was. De stad werd ook bewoond door Friezen. De stad had oorspronkelijk enige concurrentie van Appingedam, maar nadat de stad erin geslaagd was om het stapelrecht te verwerven was de dominante positie gevestigd. De invloed van de stad breidde zich gestaag uit. Het toppunt van haar macht werd bereikt aan het einde van de vijftiende eeuw, toen haar invloed tot ver in de huidige provincie Friesland reikte.
Na verloop van tijd nam de hele provincie de taal van de stad over, maar behield een aantal Friese woorden en uitdrukkingen. In sommige delen van de provincie, met name het Oldambt en Westerwolde was de stad uiteindelijk ook formeel de baas.
In de tijd van de Republiek was de gangbare aanduiding voor Groningen Stad en Lande. Die volgorde was geen toeval. De heerschappij van de stad over grote delen van de provincie eindigde in bestuurlijke zin na de Franse tijd. Toen werd de huidige provincie ingesteld waarbinnen de bijzondere positie van de stad formeel werd afgeschaft. De stad bleef echter nog wel eigenaar van grote delen van het Oldambt, Westerwolde en de Veenkoloniën. Daaraan kwam pas een einde in de jaren negentig van de twintigste eeuw.
De provincie Groningen vierde in 1994 haar 400-jarig bestaan. In 1594 werd met de Reductie van Groningen voor het eerst de stad met de Ommelanden verenigd. Daarvoor behoorde de stad en het Gorecht tot graafschap Drenthe.

## Vlag en wapen

### Vlag
De provinciale vlag is vastgesteld in 1950. Ook de vlag verwijst naar stad en Ommelanden. De rode en blauwe hoekvlakken verwijzen naar de kleuren van de Ommelanden, het centrale groene kruis verwijst naar de stad en de handelsrelatie die de Stad in de Middeleeuwen had met de Scandinavische landen. In tegenstelling tot het Scandinavische model echter, staat het kruis bij de Groninger vlag in het midden. Dit benadrukt de centrale positie van de stad Groningen in het heden en het verleden.

### Wapenschild
Het wapenschild van de provincie Groningen is officieel vastgesteld bij Koninklijk Besluit op 30 december 1947. Het wapenschild dateert echter al uit de zestiende eeuw. Het is tot stand gekomen nadat de stad en de Ommelanden, na de reductie van de stad in 1594 verenigd werden in een gewest. Het provinciewapen is dan ook een combinatie van het stadswapen en het wapenschild van de Ommelanden.
In het eerste en vierde kwartier staat het wapen van de stad. Hiermee worden de gebieden gesymboliseerd die rechtstreeks onder het bestuur van de stad vielen (Gorecht, beide Oldambten, Reiderland en Westerwolde).
In het tweede en derde kwartier staat het wapen van de Ommelanden. Dit bestaat uit een zilveren schild met drie blauwe balken en elf rode harten. De drie balken staan voor de drie Ommelanden, Hunsingo, Fivelingo en Westerkwartier. (zie Klein Friesland en de geschiedenis van de Friese vlag).
Het wapen wordt gedekt door een gouden kroon van vijf bladeren en vier parels. Het wordt aan weerszijden vastgehouden door een gouden leeuw als symbool van Nederland.

## Cultuur

### Taal
Oorspronkelijk was het grootste deel van de huidige provincie Groningen Friestalig. Alleen in de stad en directe omgeving, en in Westerwolde werd in het verleden al een Nedersaksisch dialect gesproken. Vermoedelijk door de groeiende invloed van de stad op de Ommelanden was sprake van ontfriezing en hebben deze laatsten het Fries ingeruild voor het Gronings.
Het Gronings heeft binnen de groep van de Nedersaksische dialecten een duidelijke eigen plaats. Aangenomen wordt dat dit deels komt door de invloed die het Fries heeft gehad op de vorming van het dialect. Het dialect dat het meest verwant is aan het Gronings wordt ook niet in Nederland gesproken, maar direct over de grens in Oost-Friesland. Het Oldambtsters (een variant van het Gronings) komt vrijwel overeen met het dialect aldaar. Ook in Oost-Friesland heeft zich dus een vergelijkbaar proces (van Fries naar Nedersaksisch) voorgedaan. Overigens is nog steeds een zeer klein gedeelte, in het zuidelijke Westerkwartier, van de provincie Friestalig. Waarschijnlijk is dit het gevolg van recentere immigratie vanuit Friesland, gezien in de Ommelanden overwegend Oosterlauwers Fries werd gesproken.

### Volksgebruiken
Typisch Groningse volksgebruiken zijn neutenschaiten, ook op e gorre genoemd, kinken en kaaibakken.
In plaatsen als Ter Apel en Kloosterburen, met een aanzienlijk katholiek bevolkingsdeel, wordt carnaval gevierd. Op het Hoogeland wordt hier en daar nog een meiboom geplant . Net zoals in Limburg en andere delen van het land wordt er op 11 november langs de deuren gelopen voor Sint-Maarten. Aan deze Sint-Maarten hebben de Martinikerk en de Martinitoren in de Stad hun naam te danken.
In Westerwolde viert men in plaatsen als Onstwedde en Jipsinghuizen op 21 december Sint-Thomas. Op deze kortste dag van het jaar worden de kwade geesten verjaagd door op midwinterhoorns te blazen. Op 6 januari, Driekoningen, gingen kinderen vroeger langs de deuren om vervolgens snoep te ontvangen van de bewoners. Tegenwoordig wordt dit zelden tot niet meer gedaan.

### Streekproducten en -gerechten
De provincie Groningen heeft, net zoals de meeste andere regio's, eigen streekproducten en streekgerechten. Voorbeelden hiervan zijn spekdikken, Groninger koek, eierballen en poffert.
Nationaal bekendere producten als ranja (limonadesiroop), Brinta (ontbijtproduct) en Raspatat (patates frites op basis van aardappelpoeder) hadden hun oorsprong in de provincie Groningen.

### Cultureel erfgoed
Het cultuurhistorische erfgoed van de provincie wordt vooral gevormd door de oude dorpskerken, en door borgen (versterkte landhuizen, zoals de Fraeylemaborg in Slochteren). Langs de Duitse grens liggen de vestingdorpjes Bourtange, Bad Nieuweschans en Oudeschans. De stad Groningen kent, ondanks aanzienlijke schade die aan het einde van de Tweede Wereldoorlog werd aangericht, ook een flink aantal monumenten. In het Groninger Museum zijn, naast de historische voorwerpen uit allerlei delen van Groningen en de rest van de wereld, ook stukken hedendaagse kunst te bezichtigen.
Groningen heeft een eigen feestdag, Gronings Ontzet, gevierd op 28 augustus.
De Olle Grieze Martinitoren en de Martinikerk zijn het 'beeldmerk' van Stad en de Ommelanden.

### Kunstbewegingen
Inmiddels kent de provincie Groningen een aantal kunststromingen van kunstenaars, die uiteindelijk de 'ruimte' van Groningen hebben gekozen:
- De Ploeg
- De Groep, o.a. vertegenwoordigd in de borg Verhildersum, en het Eddy Roos Museum
- Fuji Art Association

### Toerisme
Groningen is lang een toeristisch onbekend gebied gebleven. Het culturele erfgoed, vooral de stad en de vesting Bourtange en bezienswaardigheden als het Nationaal Park Lauwersmeer, de Hortus Haren en de natuur in Wester-wolde en het Westerkwartier vormen de belangrijkste redenen voor toeristen om naar de provincie Groningen te komen. Met name de stad Groningen heeft zich de afgelopen decennia ontwikkeld tot een redelijk geliefd doel voor dagtrips en lange weekends en niet alleen voor Nederlanders, maar in toenemende mate ook voor buitenlandse toeristen. Desondanks staat de provincie landelijk bij het aantal overnachtingen helemaal onderaan. Dat geldt tevens bij mogelijkheid tot recreatie in de natuur. Ook daar neemt de provincie Groningen landelijk gezien de onderste plaats in (bron CBS 2021, economisch belang natuurgerichte toerist). Als treffend voorbeeld kan 't Roegwold worden vermeld. Een in 2014 nieuw ontwikkeld natuurgebied in Midden Groningen met voornamelijk grote waterpartijen, want er is voor gekozen dat geen enkele boom werd aangeplant. Op deze wijze mist het gebied echter wel node beschutte paden, waardoor de toerist zal moeten wandelen/fietsen in resp. brandende zon, harde wind of neerslag. De provincie kent slechts een klein heidegebied (Westerwolde) en het weinige bos ligt versnipperd. Daarnaast zijn de Groninger ommelanden ook voor watersport niet in beeld.

### Verkeer en vervoer
Spoorwegen. In Groningen zijn zes spoorlijntrajecten in gebruik:
1. Groningen-Assen, Treindienst door NS (max. 12 km geëlektrificeerd). Stations in Groningen, Groningen Europapark, Haren
2. Groningen-Leeuwarden, Treindienst door Arriva (diesel/hybride). Stations in Groningen, Zuidhorn, Grijpskerk
3. Groningen-Delfzijl, Treindienst door Arriva (diesel). Stations in Groningen, Groningen Noord, Sauwerd, Bedum, Stedum, Loppersum, Appingedam, Delfzijl West, Delfzijl
4. Groningen-Eemshaven, Treindienst door Arriva (diesel). Stations in Groningen, Groningen Noord, Sauwerd, Winsum, Baflo, Warffum, Usquert, Uithuizen, Uithuizermeeden, Roodeschool, Eemshaven
5. Groningen-Nieuweschans, Treindienst door Arriva (diesel). Groningen, Groningen Europapark, Kropswolde, Martenshoek, Hoogezand-Sappemeer, Zuidbroek, Scheemda, Winschoten, Bad Nieuweschans, Weener (D)
6. Groningen-Veendam, Treindienst door Arriva (diesel). Stations in Groningen, Groningen Europapark, Kropswolde, Martenshoek, Hoogezand-Sappemeer, Zuidbroek, Veendam (Stadskanaal 2025)

## Religie
Groningen heeft een zeer hoog percentage niet-kerkelijken (1999: 59% bron CBS), vooral in de stad en het oosten van de provincie, waar het percentage destijds al boven de 60 lag. Volgens een recent onderzoek van het WRR is het aantal niet-christenen recent nog verder gestegen. Anno 2005 is nog slechts 1 op 4 Groningers aangesloten bij een kerk. Hiermee is Groningen na Flevoland de meest ontkerkelijkte provincie van Nederland. Per eind 2005 was ongeveer 20 procent van de Groninger bevolking protestant en iets minder dan 5 procent van de bevolking was katholiek. Met bijna 3 % kent de Islam in Groningen naar Nederlandse begrippen relatief weinig volgelingen. Uitzonderingen hierop zijn plaatsen als Appingedam, Delfzijl, Hoogezand en Veendam.
Na de Opstand werd ook in Groningen de Nederlandse Hervormde Kerk het voornaamste kerkgenootschap, maar er bleven verspreid door de provincie kleine groepen katholieken bestaan, merendeels in de stad en ook in Hogelandse enclaves als Kloosterburen. Ook Nederlands noordelijkste Mariabedevaartplaats ligt op het Hogeland, in Warfhuizen. In het begin van de negentiende eeuw ontstond in Ulrum een van de voorlopers van de Gereformeerde Kerk. Vooral het Hogeland is tegenwoordig overwegend Gereformeerd terwijl het westen van de provincie (de gemeente Westerkwartier) een hoge concentratie Nederlandse gereformeerden kent.
De regio de Veenkoloniën kent een veel gemengder beeld. De verschillende koloniën werden vaak door groepen gelijkgezinden bevolkt, waardoor er bijvoorbeeld katholieke dorpen als Zandberg en Kopstukken ontstonden. Ook een Doopsgezind dorp als Lula is hiervan een voorbeeld.
De stad werd in 1956 zetel van het bisdom Groningen, dat de drie noordelijke provincies en de Noordoostpolder omvat. Winschoten en de stad kenden tot de Tweede Wereldoorlog beide een relatief grote Joodse gemeente.

## Bevolkingsontwikkeling

Bevolkingspiramide

| Bevolkingsontwikkeling tussen 1795 en 2023 |
| ------------------------------------------ |
|                                            |

## Gemeenten
Groningen kenmerkte zich tot 1990 door een groot aantal kleine tot zeer kleine gemeenten. In dat jaar werd een ingrijpende herindeling doorgevoerd, waardoor het aantal gemeenten drastisch werd verminderd. Sindsdien was het aantal gemeenten 25, nog steeds relatief veel gezien het inwoneraantal. Gemiddeld telde een Groninger gemeente 22.900 inwoners (zonder de stad Groningen zelfs 16.300), waar het landelijk gemiddelde in 2007 ongeveer 37.000 inwoners per gemeente bedraagt. 
Per 1 januari 2010 zijn de gemeenten Winschoten, Scheemda en Reiderland samengevoegd tot de gemeente Oldambt en per 1 januari 2018 zijn de gemeenten Hoogezand-Sappemeer, Slochteren en Menterwolde samengevoegd tot de gemeente Midden-Groningen en tevens de gemeenten Vlagtwedde en Bellingwedde tot de gemeente Westerwolde.
Per 1 januari 2019 zijn de gemeenten Haren en Ten Boer toegevoegd aan de gemeente Groningen, terwijl Zuidhorn, Grootegast, Leek en Marum met een deel van de voormalige gemeente Winsum de nieuwe gemeente Westerkwartier vormden. In het noorden van de provincie ontstond op dezelfde datum de nieuwe gemeente Het Hogeland uit de gemeenten De Marne, Eemsmond, Bedum en het grootste deel van Winsum. Per 1 januari 2021 zijn de gemeenten Delfzijl, Appingedam en Loppersum samengevoegd tot de gemeente Eemsdelta. Het aantal gemeenten is daardoor teruggebracht naar 10. 
- Zie ook Lijst van voormalige gemeenten in Groningen.
- Zie ook Gemeentelijke herindeling in Groningen 2013-2018

De huidige gemeenten
| Vlag | Gemeente         | Inwoners CBS | Landoppervlakte (km²) | Grootste plaatsen                                                         |
| ---- | ---------------- | ------------ | --------------------- | ------------------------------------------------------------------------- |
|      | Eemsdelta        | 45.106       | 267,89                | Appingedam, Delfzijl, Farmsum, Loppersum, Middelstum, Stedum, Wagenborgen |
|      | Groningen        | 243.768      | 185,60                | Groningen, Haren, Hoogkerk, Ten Boer                                      |
|      | Het Hogeland     | 48.224       | 482,75                | Uithuizen, Bedum, Winsum, Uithuizermeeden                                 |
|      | Midden-Groningen | 61.433       | 280,00                | Hoogezand, Sappemeer, Muntendam                                           |
|      | Oldambt          | 39.405       | 226,66                | Winschoten, Scheemda                                                      |
|      | Pekela           | 12.517       | 49,04                 | Oude Pekela, Nieuwe Pekela                                                |
|      | Stadskanaal      | 32.013       | 117,64                | Stadskanaal, Musselkanaal, Onstwedde                                      |
|      | Veendam          | 27.520       | 76,00                 | Veendam, Wildervank                                                       |
|      | Westerkwartier   | 64.896       | 362,69                | Zuidhorn, Leek                                                            |
|      | Westerwolde      | 26.465       | 275,67                | Ter Apel, Bellingwolde, Vlagtwedde                                        |

## Plaatsen
De grootste woonplaatsen in de provincie in de jaren 2018 - 2022:
| Nr. | Plaatsnaam      | 2018                         | 2019    | 2020    | 2021    | 2022    |
| --- | --------------- | ---------------------------- | ------- | ------- | ------- | ------- |
| 1   | Groningen       | 190.560 (exclusief Hoogkerk) | 191.342 | 190.780 | 190.690 | 191.735 |
| 2   | Hoogezand       | 21.805                       | 21.895  | 21.915  | 21.870  | 21.965  |
| 3   | Veendam         | 19.920                       | 21.540  | 21.528  | 21.525  | 21.590  |
| 4   | Stadskanaal     | 19.360                       | 19.379  | 19.058  | 19.004  | 18.909  |
| 5   | Winschoten      | 18.120                       | 18.190  | 18.087  | 17.917  | 17.932  |
| 6   | Haren           | 17.250                       | 17.640  | 17.895  | 17.950  | 18.120  |
| 7   | Delfzijl        | 16.885                       | 14.925  | 15.295  | 15.291  | 15.310  |
| 8   | Hoogkerk        | 12.250                       | 12.150  | 12.325  | 12.210  | 12.220  |
| 9   | Appingedam      | 11.801                       | 11.721  | 11.642  | 11.533  | 11.218  |
| 10  | Leek            | 10.840                       | 11.244  | 11.175  | 11.676  | 11.893  |
| 11  | Ter Apel        | 8.555                        | 8.576   | 9.515   | 9.794   | 10.130  |
| 12  | Bedum           | 8.585                        | 8.590   | 8.640   | 8.644   | 8.720   |
| 13  | Zuidhorn        | 7.699                        | 7.855   | 8.050   | 8.192   | 8.274   |
| 14  | Sappemeer       | 7.985                        | 8.000   | 8.095   | 8.085   | 8.105   |
| 15  | Oude Pekela     | 7.670                        | 7.653   | 7.635   | 7.593   | 7.594   |
| 16  | Winsum          | 7.420                        | 7.417   | 7.395   | 7.411   | 7.365   |
| 17  | Musselkanaal    | 7.320                        | 7.318   | 6.990   | 7.122   | 7.287   |
| 18  | Marum           | 5.865                        | 5.870   | 5.885   | 5.926   | 5.948   |
| 19  | Wildervank      | 5.500                        | 5.463   | 5.415   | 5.448   | 5.429   |
| 20  | Uithuizen       | 5.445                        | 5.452   | 5.400   | 5.427   | 5.465   |
| 21  | Scheemda        | 5.001                        | 4.997   | 4.941   | 5.000   | 4.972   |
| 22  | Muntendam       | 4.680                        | 4.670   | 4.675   | 4.635   | 4.600   |
| 23  | Nieuwe Pekela   | 4.582                        | 4.670   | 4.552   | 4.576   | 4.601   |
| 24  | Ten Boer        | 4.509                        | 4.690   | 4.670   | 4.655   | 4.660   |
| 25  | Tolbert         | 4.361                        | 4.292   | 4.280   | 4.297   | 4.274   |
| 26  | Zuidbroek       | 3.615                        | 3.595   | 3.595   | 3.575   | 3.590   |
| 27  | Grootegast      | 3.429                        | 3.418   | 3.457   | 3.467   | 3.501   |
| 28  | Vlagtwedde      | 3.314                        | 3.327   | 3.359   | 3.377   | 3.341   |
| 29  | Siddeburen      | 3.265                        | 3.235   | 3.210   | 3.205   | 3.190   |
| 30  | Bellingwolde    | 3.232                        | 3.215   | 3.217   | 3.242   | 3.137   |
| 31  | Uithuizermeeden | 3.217                        | 3.173   | 3.137   | 3.157   | 3.129   |
| 32  | Harkstede       | 3.120                        | 3.095   | 3.045   | 3.030   | 3.020   |
| 33  | Onstwedde       | 2.786                        | 2.820   | 2.898   | 2.879   | 2.903   |
| 34  | Grijpskerk      | 2.781                        | 2.787   | 2.728   | 2.750   | 2.765   |
| 35  | Blijham         | 2.665                        | 2.640   | 2.625   | 2.640   | 2.625   |
| 36  | Opende          | 2.457                        | 2.501   | 2.497   | 2.528   | 2.549   |
| 37  | Loppersum       | 2.451                        | 2.428   | 2.387   | 2.298   | 2.283   |
| 38  | Middelstum      | 2.253                        | 2.191   | 2.192   | 2.235   | 2.222   |
| 39  | Aduard          | 2.190                        | 2.174   | 2.176   | 2.125   | 2.227   |
| 40  | Warffum         | 2.187                        | 2.154   | 2.144   | 2.189   | 2.202   |

Bron: CBS: Statline

### Bevolkingskernen
Aaneengesloten bevolkingskernen in Groningen die één stedelijk gebied vormen:
- Hoogezand-Sappemeer (inclusief Foxhol en Kropswolde) 32.660 inwoners (2022)
- Veendam-Wildervank-Muntendam 31.619 inwoners (2022)
- Delfzijl-Appingedam (inclusief Farmsum) 28.247 inwoners (2022)
- Winschoten-Heiligerlee 19.389 inwoners (2022)
- Leek-Tolbert (inclusief Nietap) 17.188 inwoners (2022)

## Politiek
René Paas (CDA) is sinds 18 april 2016 commissaris van de Koning. Hij is de opvolger van Max van den Berg (PvdA), die sinds 2007 het ambt bekleedde.
Het college van Gedeputeerde Staten voor de periode 2015-2019 bestond uit een coalitie van SP, CDA, D66, ChristenUnie en GL. 
Vanaf 2019 tot 2023 bestond de coalitie uit de partijen GL, PvdA, VVD, ChristenUnie, CDA en D66.
Na de verkiezingen van 2023 bestond de coalitie uit BBB, PvdA, ChristenUnie en Groninger Belang. In september 2024 viel de coalitie van BBB, PvdA, ChristenUnie en Groninger Belang toen de ChristenUnie en de PvdA uit de coalitie stapten.
Sinds maart 2025 heeft de provincie Groningen na drie maanden formeren een nieuwe coalitie. Deze bestaat uit de partijen: BBB, GL, PvdA en de VVD.

## Economie

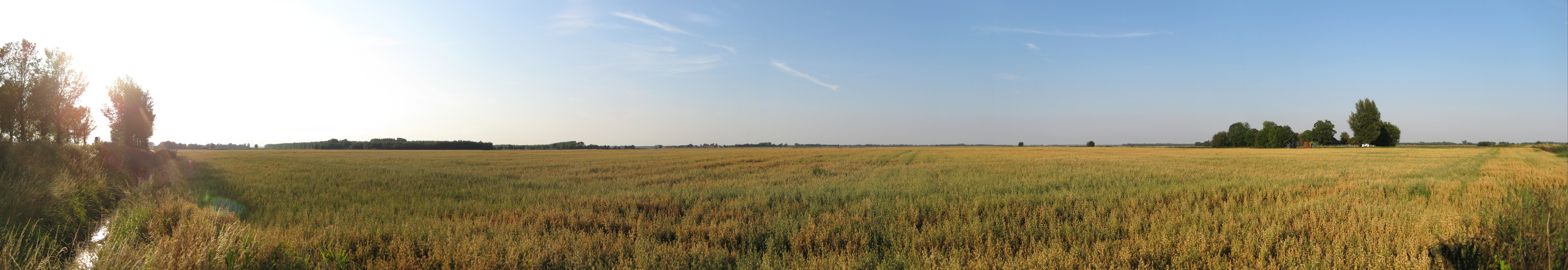
Agrarisch landschap in de gemeente Slochteren (2009)

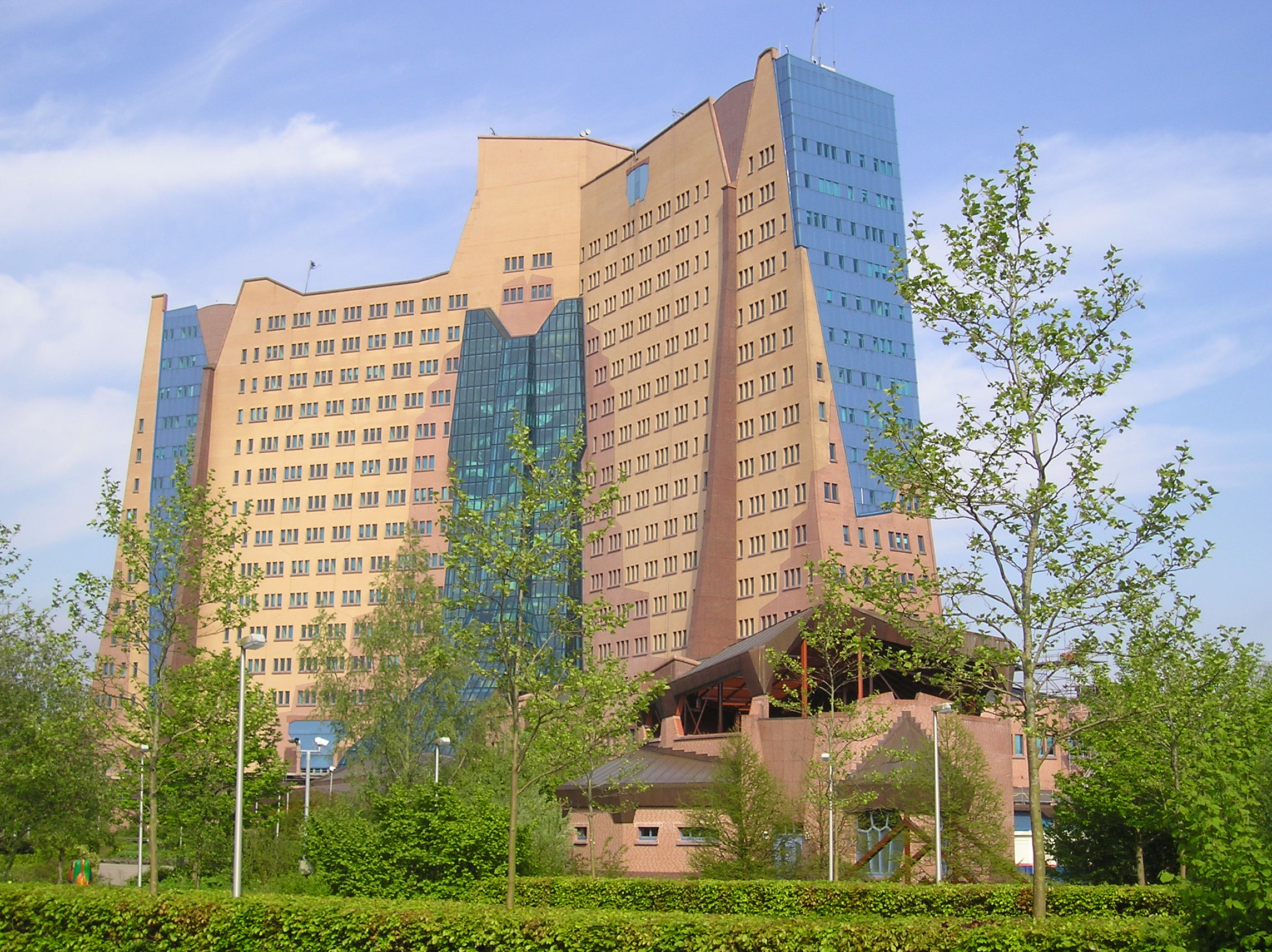
Het Gasuniegebouw, centrum van de Nederlandse gasindustrie (2005)

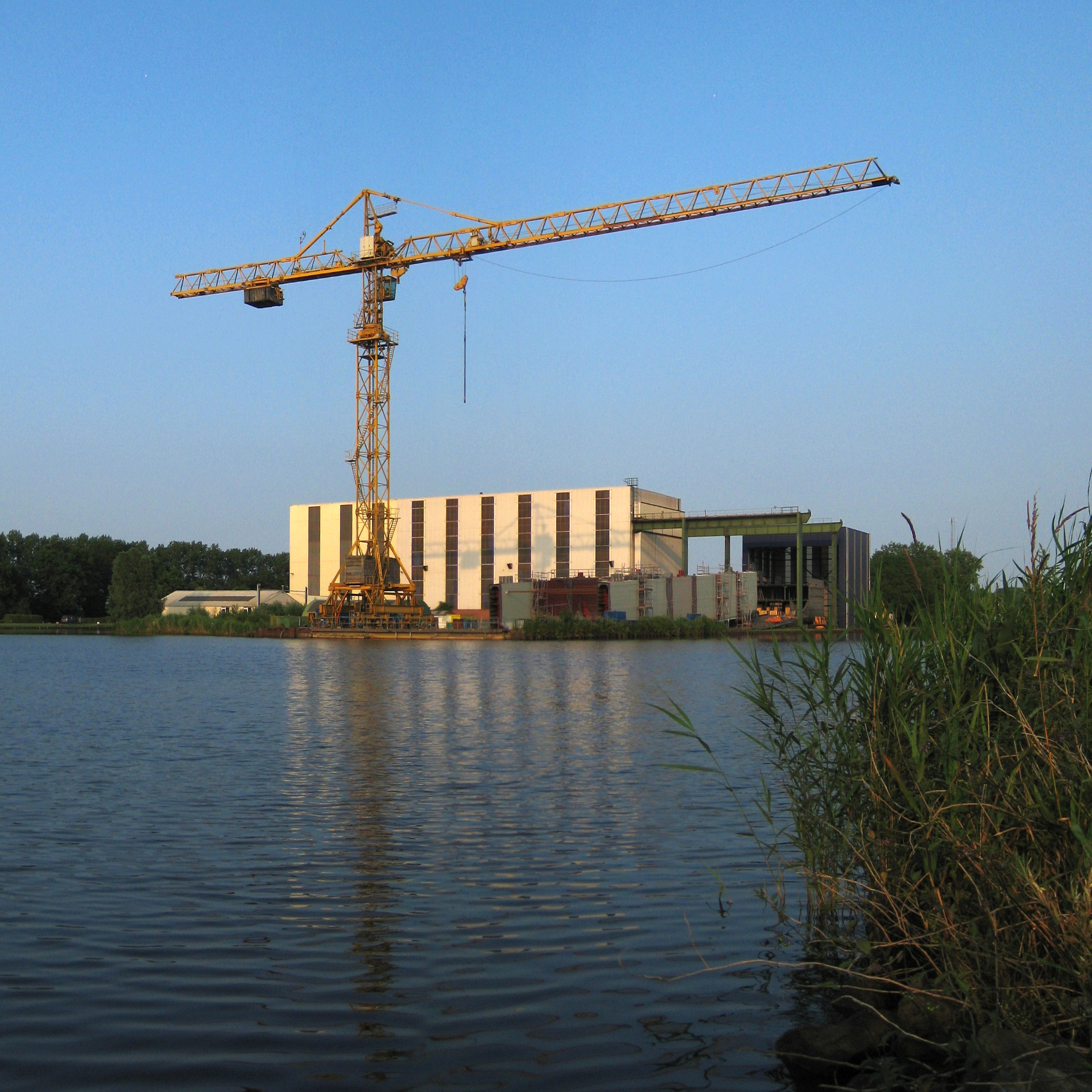
Scheepswerf aan het Winschoterdiep in Waterhuizen (2009)

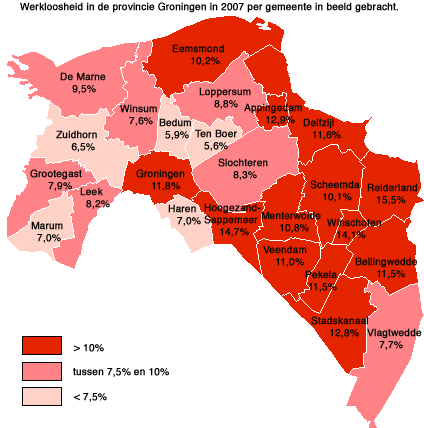
Niet werkende werkzoekenden in de provincie Groningen in 2007 als percentage van de totale beroepsbevolking

Van oudsher is de provincie vooral een landbouwgebied. De vruchtbare zeeklei van het Hogeland en het Oldambt, en de dalgrond in de Veenkoloniën zorgden voor een goed ontwikkelde akkerbouw die basis was voor de suikerindustrie in de stad, en de aardappelmeelindustrie en strokartonindustrie in het oosten van de provincie. De strokarton is inmiddels geschiedenis, de aardappelmeelindustrie houdt nog enigszins stand.
Het ontginnen van de veenkoloniën is daarnaast een stimulans geweest voor de scheepsbouw. Nog steeds worden langs het Winschoterdiep nieuwe schepen gebouwd die middels dwarshellingen te water worden gelaten. Die scheepsbouw hing ook samen met een vraag naar schepen voor de kustvaart, in de negentiende eeuw was Groningen naast Amsterdam en Rotterdam de voornaamste thuishaven van de Nederlandse handelsvloot. Groningen verklaarde zichzelf dan ook tot derde handelsstad van Nederland.
Dienstverlening en handel hebben zich van oudsher altijd geconcentreerd in de stad Groningen. Die tendens heeft zich in de twintigste eeuw alleen maar versterkt.
De haven en de petrochemische industrie in Delfzijl zijn ook belangrijk voor de regionale economie. Daarnaast worden er in de Eemshaven een aantal Energiecentrales gebouwd.
De allerbelangrijkste bijdragen van Groningen aan de Nederlandse economie zijn echter de delfstoffen. In eerste instantie was die bijdrage beperkt, in de buurt van Veendam en Heiligerlee werd wat zout gewonnen. Dat veranderde spectaculair in 1959 toen bij Kolham het aardgasveld van Slochteren werd aangeboord. De gaswinning bracht aanvankelijk alleen voorspoed. Na enige jaren bleek de winning te leiden tot bodemdaling, en in 1986 vond een eerste aardbeving plaats. In 2018 werd het besluit genomen om de winning in Groningen op termijn te staken omdat de veiligheid van de Groningers door verdere winning niet te garanderen was.
Bedrijven die hun oorsprong in de provincie Groningen hebben (gehad), zijn onder andere:
- Appingedammer Bronsmotorenfabriek: voormalige motorenfabriek, bekend door haar verbrandingsmotoren;
- Avebe: wereldwijd opererende onderneming die producten levert op basis van aardappelzetmeel en aardappeleiwit;
- Fongers: voormalige fabrikant van fietsen, bromfietsen en motorfietsen;
- GasTerra: actief in de handel en levering van aardgas in Nederland en het buitenland;
- Groningen Seaports: voert beheer over de haven van Delfzijl en de Eemshaven;
- Gruno: voormalige motorfiets- en automobielfabrikant;
- Heiploeg: garnalenverwerkingsbedrijf;
- Hooghoudt: destilleerderij;
- Jac. Vegter: banketfabriek, bekend van hun nieuwjaarsrolletjes;
- Koninklijke Theodorus Niemeyer BV: tabaksfabrikant;
- Noordhoff Uitgevers: uitgeverij van o.a. de Grote Bosatlas;
- C. Polak Gzn.: bracht in 1920 ranja (limonadesiroop) op de markt;[3]
- Schuitema: eigenaar van onder meer C1000;
- Sikkens: verf producerend bedrijf, voorloper van AkzoNobel;
- Tiktak: koffie- en theefabrikant;
- Univé: coöperatieve verzekeraar;
- Koninklijke Wagenborg: scheepvaart- en transportonderneming.

## Aardbevingen en bodemdaling
Vanaf de jaren '60 werd het zeer grote aardgasveld Groningenveld onder Groningen geëxploiteerd door de NAM. In de loop van de afgelopen decennia werden de gevolgen van deze aardgaswinning merkbaar in de vorm van aardbevingen en bodemdaling die schade toebrachten aan boerderijen, stallen, woonhuizen (en kerkgebouwen o.a.) en dijken in het Groningse land. Onder andere in de gemeente Loppersum kwam en komt dit veel voor.  
Op 1 juni 2015 werd Hans Alders de Nationaal Coördinator Groningen. Alders kreeg hiermee de leiding over een nieuw te vormen Rijksdienst van ruim 100 ambtenaren van Rijk, provincie en gemeenten. Deze Rijksdienst moet de afhandeling van aardbevingsschade en het versterken van panden in het aardbevingsgebied in Groningen (als gevolg van gaswinning in het aardgasveld van Slochteren) beter gaan regelen.
Het heeft geruime tijd geduurd voor de verantwoordelijke politici in Den Haag van de ernst van de zaak overtuigd waren. Dit leidde tot een gevoel van in de steek gelaten zijn bij de Groningse bevolking. Inmiddels is de aardgaswinning teruggebracht van 50 tot 20 miljard kuub. Dat zou in 2022 12 miljard moeten zijn om in 2030 helemaal beëindigd te zijn. Na de aardbeving onder Zeerijp op 8 januari 2018 (3,4 R) kwam er een Tijdelijke Commissie Mijnbouwschade Groningen met een nieuw schadeprotocol dat de afhandeling van schadevergoedingen moet vergemakkelijken. Tijdens een debat in de Tweede Kamer op 4 juni 2019 bood premier Mark Rutte drievoudig excuses aan "voor wat Groningen werd aangedaan".
Op 27 juni 2022 startte de parlementaire enquêtecommissie aardgaswinning Groningen met openbare verhoren en op 24 februari 2023 presenteerde deze commissie haar conclusies in Zeerijp.

## Ziekenhuizen
Groningen
- Universitair Medisch Centrum Groningen
- Martiniziekenhuis

Delfzijl
- Delfzicht Ziekenhuis (voormalig)

Winschoten
- Lucasziekenhuis (voormalig)

Scheemda
- Ommelander Ziekenhuis Groningen

Stadskanaal
- Refaja Ziekenhuis